# کاوالار
کاوالار (به لاتین: Kavalar) یک منطقهٔ مسکونی در روسیه است که در شهرستان دوکوزپارینسکی واقع شده‌است.